# Anthurium polyphlebium
Anthurium polyphlebium är en kallaväxtart som beskrevs av Luis Aloysius, Luigi Sodiro. Anthurium polyphlebium ingår i släktet Anthurium och familjen kallaväxter. Inga underarter finns listade.